# Eleventh Hour
Eleventh Hour (en España La hora 11 y en Latinoamérica El último recurso) es una serie televisiva estadounidense de misterio creada por el productor Jerry Bruckheimer, quien realizó CSI, Without a Trace y Cold Case, entre otras.

## Sinopsis
El Dr. Jacob Hood es un brillante biofísico reclutado por el gobierno de los EE. UU.como científico para investigar crímenes y crisis de naturaleza científica (desde la clonación hasta las llamadas «curas milagrosas»). Es un trabajo peligroso y al Dr. Hood lo acompaña y protege la agente del FBI, Rachel Young. La serie está basada en la miniserie británica The Eleventh Hour, de Stephen Gallagher.

## Antecedentes de sus protagonistas
El protagonista, Rufus Sewell (Londres, 1967), es un actor que ha actuado en películas de Hollywood.
Realizó el rol de villano en Corazón de caballero (con Heath Ledger).
También participó de filmes recientes como El ilusionista y Paris, je t’aime, La leyenda del Zorro y El descanso (The holiday) donde interpretaba al amor imposible de Kate Winslet.
La actriz Marley Shelton (Los Ángeles (Estados Unidos), 1974) actuó en Sin City, Grindhouse (de Quentin Tarantino) y W (el nuevo film de Oliver Stone acerca del ex presidente George W. Bush).

## Capítulos
Temporada 1:
- Resurrección (piloto): Un multimillonario, al perder hace pocos años a su hijo, decide emprender una investigación sobre clonación humana con consecuencias negativas. Todo con el fin de recuperar a su hijo perdido.

- Cardiaco: Una serie de niños de una misma escuela empiezan a sufrir paros cardiacos.

- Agricultura: Una familia queda paralizada después de tomar el desayuno y, a los pocos días, sucede lo mismo con otra familia. La causa parece provenir de alimentos genéticamente modificados.

- Savant: Una serie de niños autistas son secuestrados. Poco después se ven afectados por el Síndrome del Sabio.

- Contención: Un posible caso de viruela, un virus ya erradicado, obliga a contener a unos trabajadores. El trabajo del protagonista será el de encontrar el origen de tal infección.

- Congelada:En la costa Oeste de los Estados Unidos se sucede una serie de extrañas muertes por congelamiento.

- Surge: Un experimento en una base militar en Nevada sale terriblemente mal.

- Titans: Estudiantes universitarios comienzan a fallecer por síndrome de descompresión.

- Flesh: Estudiantes en Miami se ven afectados por una bacteria come carne,

- H2O: Investigando una serie de brotes de violencia en Texas, Hood se ve infectado.

- Milagro: En Livingston, Montana, un niño tenía un tumor en un riñón y cuando bebió un agua que salía de una colina se le desapareció. Mucha gente creía que era una agua milagrosa pero resulta que era agua pesada.

- Eterno: Una chica se estaba muriendo y para curarla necesitaban sus células madre, pero alguien robo sus células y las de otras personas.

- Pinocho: El departamento de inmigración para un camión y en ese camión había tres bebés clonados y el cuarto lo tenían unos mexicanos. Una mujer hizo la clonación para donar el páncreas a una anciana.

- Minimata: Un conductor de helicópteros pierde la visión durante una transmisión en vivo y Hood debe investigar antes que otros se vean afectados.

- Electro: Hood investiga 30 muertes por relámpagos ocurridas durante una tormenta que apenas duró 10 minutos.

- Metro:

- Olfatus

- Medea

## Días de exhibición
The Eleventh Hour se emitía desde noviembre de 2008 por Warner Channel todos los lunes a las 22 horas (hora argentina del Este)pero en 2009 dejó de emitirse.